# Dicranoptycha diacaena
Dicranoptycha diacaena is een tweevleugelige uit de familie steltmuggen (Limoniidae). De soort komt voor in het Afrotropisch gebied.